# 藤岡重慶
藤岡 重慶（ふじおか じゅうけい、1933年11月19日 - 1991年7月23日）は、日本の俳優、声優。兵庫県神戸市出身。本名は読みが「ふじおか しげよし（漢字表記同じ）」。

## 来歴・人物
父親は警察官だったが、小学校しか出てなかったためエリートコースに乗れず、晩年は資格を取って弁護士になった。重慶は旧制姫路中学(現 兵庫県立姫路西高等学校）を経て、父と同様弁護士を目指し、早稲田大学法学部に進む。在学中の1955年、第七期生として、劇団俳優座の養成所に入る。同期には田中邦衛、露口茂、山本學、井川比佐志らがいた。
1958年に劇団青年座に参加。創作演劇の舞台に立ちながら、同年NHKで、放送をスタートした長寿ドラマ『事件記者』に遠藤刑事役で出演。
1962年には食うために日活と本数契約を結んで、年12・13本コンスタントに映画にも出演。敵役として石原裕次郎や渡哲也らと多く共演、強面の悪役俳優として頭角を現した。66年からはフリーの立場で東映を中心に各社のスクリーンに登場。千葉真一主演「やくざ刑事シリーズ」での上司役、テレビドラマでもコンスタントに続け、時代劇や刑事ドラマでヤクザの親分、悪徳警官、凄腕用心棒などさまざまな悪役を務めた。
レギュラーの悪役では1973年より関西テレビで制作されたドラマ『どてらい男』における、主演の西郷輝彦をいじめ抜く坂田軍曹役が知られる。後年、同作品の舞台公演に藤岡が出演した際は、悪役ながら拍手喝采が巻き起こったという。西郷とはCM共演もしている。
その一方、子供向けの特撮作品などでは本来の人柄を活かして頼もしい善人役を演じる機会も多かった。声優としての活躍も著名で、アニメ『あしたのジョー』での丹下段平役は、代表作として今なお挙げられる。本人は、段平オリジナルの声を創っていくことを楽しんでいたと語っている。
晩年はバラエティ番組にも出演。「コワモテだけど実はいい人」という、バラエティ的役柄以外にも丹下段平絡みで笑いを取り、本人が自らコスプレをして丹下段平を演じたこともある。藤岡自身の積み上げてきたキャリアも余すところなく生かされ、若年層にもその名が広まった。
若林・藤村・別当・土井垣・本堂・白坂の時代からの阪神ファンだったが、田淵が入った頃から嫌いになり、1966年の『ある勇気の記録』に出演して広島に縁ができ、同じ年に佐々木久子が「カープを優勝させる会」を作ったため仲間入りし、広島カープファンになった。
1991年5月の大阪・新歌舞伎座の「五木ひろし公演」出演中に体調不良を訴え、神奈川県相模原市の北里大学東病院に入院。同年7月23日午前8時6分、脳内出血のため死去（57歳没）。当時出演していた『ウッチャンナンチャンのやるならやらねば!』内では追悼企画が行われ、生前の彼を悼んだ。

## 出演

### テレビドラマ
- 事件記者（1958年 - 1966年、NHK） - 遠藤刑事
- 青春とはなんだ 第17話「遠い空の果てに」（1965年、NTV / 東宝）
- 大河ドラマ（NHK）
  - 源義経（1966年） - 安達三郎清経
  - 竜馬がゆく（1968年） - 那須信吾
  - 樅ノ木は残った（1970年） - 太田弥兵衛
  - 峠の群像（1982年） - 色部又四郎
- ザ・ガードマン（TBS / 大映テレビ室）
  - 第24話「ガードマン空へ」・第25話「続ガードマン空へ」（1965年）
  - 第50話「逃亡と裏切り」（1966年）
  - 第322話「女と男の禁じられた逃亡」（1971年）
  - 第335話「16歳で結婚! 女はつらいネ」（1971年） - 柿本
- 特別機動捜査隊（NET / 東映）
  - 第224話「春の突風」（1966年）
  - 第510話「勝利と敗北」（1971年） - 藤巻
  - 第518話「わが道を行く」（1971年） - 竹腰
  - 第535話「犯人は三船刑事だ」（1972年） - 栗山
  - 第548話「影を追う女」（1972年） - 革ジャンパーの男
  - 第583話「初笑いトバッチリ三船班」(1973年） - 久野
  - 第610話「恐るべき幽霊」 (1973年） - 辻村
  - 第621話「日本刀を斬る」 (1973年） - 田宮
  - 第639話「血染めの大雪原」 (1974年）- 小山田
  - 第678話「追いつめられた群」（1974年） - 岩谷
- ライオン奥様劇場 / 女の波紋（1966年、CX / NMC）
- 銭形平次（CX / 東映）
  - 第28話「名刀の罪」（1966年） - 野田銀次郎
  - 第134話「唐人服の男」（1968年） - 備前屋
  - 第257話「死霊のお告げ」（1971年） - 仙太
  - 第358話「唄が殺しを呼んでいた」（1973年） - 念仏の寅造
  - 第386話「夏の終り」（1973年）
  - 第433話「夕映えの女」（1974年） - 郡司嘉門之助
  - 第650話「十手無情（1978年） - 友村靖之進
- 三匹の侍 第5シリーズ（CX）
  - 第1話「われらお尋ね者」（1967年） - 木原
  - 第25話「愛憎三猿」（1968年） - 野辺地一角
- キイハンター（TBS / 東映）
  - 第18話「新ギャング同盟」（1968年） - 倉田
  - 第252話「冒険また冒険 探偵小僧大奮戦!」（1973年）
- 用心棒シリーズ（NET / 東映）
  - 帰って来た用心棒 第18話「逃げて来た女」（1968年） - 浪人
  - 用心棒シリーズ 俺は用心棒 第10話「噂の中の女」（1969年） - 民助
- バンパイヤ 第17話「パンク・マシン大作戦」・第18話「憎しみを越えて」（1969年、CX） - 隊長
- 妖術武芸帳（1969年、TBS / 東映） - 覚禅
- 素浪人 花山大吉（NET / 東映）
  - 第12話「親子でカモを探していた」（1969年） - 侍
  - 第23話「子ゆえに母は強かった」（1969年） - まむしの権蔵
  - 第35話「中年の魅力で売っていた」（1969年） - 荒木又兵衛
  - 第66話「想い出だけが泣いていた」（1970年） - 堀越左馬之助
  - 第76話「大金持ちほどケチだった」（1970年）
  - 第90話「先輩面して逃げていた」（1970年） - 橋場の仙造
- 水戸黄門（TBS / C.A.L）
  - 第1部 第9話「黄金の谷 -御油宿-」（1969年9月29日） - 山根
  - 第2部 第11話「四人の無法者 -能代-」（1970年12月7日） - 海坊主
  - 第3部
    - 第2話「明神谷の決闘 -小田原-」（1971年12月6日） - 大五郎
    - 第20話「帰って来た男 -土佐-」（1972年4月10日） - 五郎蔵

  - 第4部（1973年）
    - 第9話「ごますり剣法免許皆伝 -山形-」 - 立花玄五郎
    - 第29話「しのびの殿さま -郡山-」 - 谷口弥平次

  - 第5部 第10話「恋にかける天の橋立 -宮津-」（1974年6月3日） - 丹後屋勘助
  - 第6部（1975年）
    - 第14話「弥七二人旅 -津山-」 - 不動の岩五郎
    - 第21話「ど根性河内節 -八尾-」 - 目無しの熊

  - 第7部（1976年）
    - 第6話「武士道無明 -盛岡-」 - 多田孫六
    - 第26話「馬にひかれて善光寺 -長野-」 - 丑五郎

  - 第8部 第29話「妖雲晴れた桜島 -鹿児島-」（1978年1月30日） - 覚全
  - 第9部 第13話「黄門様の泥棒ごっこ -長岡-」（1978年10月30日） - 寅三
  - 第10部
    - 第4話「仇討ち箱根馬子唄 -箱根-」（1979年9月3日） - 寅五郎
    - 第18話「八兵衛うっかり若旦那 -大垣-」（1979年12月10日） - 蝮の権九郎
    - 第24話「襲われた中馬街道 -韮崎-」（1980年1月28日） - 勝造

  - 第13部 第6話「おん宿割鍋にとじ蓋 -島田-」（1982年11月22日） - 天徳寺の銀治
  - 第14部（1984年）
    - 第10話「初春格さん仇討ち相撲 -青森-」 - 三角屋仁右衛門
    - 第16話「女傑に惚れた御老公 -新庄-」 - 金兵衛

  - 第15部（1985年）
    - 第2話「助格駕籠屋と客引き老公 -松山-」 - 大浜屋伝蔵
    - 第23話「鬼庄屋にされた黄門様 -篠山-」 - 芋粥の六兵衛
    - 第36話「代官にされたドジな掏摸 -岡部-」 - 岡部の九造

  - 第16部（1986年）
    - 第8話「仇討ち焼蛤幽霊旅籠 -桑名-」 - 傷の伝兵衛
    - 第30話「銘酒を守った娘の真心 -新庄-」 - 泡田の権造

  - 第17部
    - 第13話「仇討ち阿波人形 -徳島-」（1987年11月23日） - 豆狸の金兵衛
    - 第19話「悪を懲らした石見神楽 -浜田-」（1988年1月4日） - 浜風の定八

  - 第18部（1988年）
    - 第3話「黄門様が用心棒 -粕壁-」 - 赤不動の藤五郎
    - 第11話「姫様・馬子が瓜二つ -犬山-」 - 聖天の辰五郎

  - 第19部
    - 第3話「鬼と呼ばれて恩返し -棚倉-」（1989年10月9日） - 鮫寅の寅五郎
    - 第23話「謎の用心棒 -飯山-」（1990年3月5日） - 木島屋権六

  - 第20部
    - 第4話「偽黄門は正義の味方 -島田-」（1990年11月19日） - 烏帽子の熊五郎
    - 第19話「姫様騙って悪退治 -長崎-」（1991年3月18日） - 竜神の五郎蔵
    - 第31話「娘と名乗れぬ女掏摸 -宮津-」（1991年6月10日） - 虎鮫の大五郎
- 鞍馬天狗　(1969年、NHK)  - 芹沢鴨
- 燃えよ剣（1970年、NET / 東映） - 遠藤文七郎
- 大岡越前（TBS / C.A.L）
  - 第1部（1970年）
    - 第2話「町火消誕生」 - 与六
    - 第8話「大千春の危機」 - 駒吉

  - 第2部（1971年）
    - 第6話「権三と助十」 - 勘太郎
    - 第17話「天狗退治」 - 岩吉
    - 第27話「小西屋事件」 - 元益

  - 第3部 第20話「ゆすり」（1972年10月30日） - 蝮の吉五郎
  - 第4部 第4話「祝言」（1974年10月28日） - 十三蔵
  - 第5部 第5話「襲われた目撃者」（1978年3月6日） - 寅市
  - 第7部（1983年）
    - 第3話「相合傘の女」 - 源五郎
    - 第12話「鬼を泣かせた娘」 - 庄助

  - 第8部
    - 第1話「大岡越前」（1984年7月16日） - 権蔵
    - 第25話「十手鈍らす過去の罪」（1985年1月14日） - 山吹屋

  - 第9部 第1話、第2話「天下を狙った魔性の女」（1985年10月28日、11月4日） - 覚善
  - 第10部（1988年）
    - 第7話「島抜けが狙った女」 - 弥五郎
    - 第24話「強請られた娘の秘密」 - 上総屋宗七

  - 第11部 第22話「贋金を掏った女」（1990年9月17日） - 弥蔵
- ゴールドアイ 第11話「現金輸送車強奪」（1970年、NTV / 東映） - 岡部
- 紅つばめお雪 第9話「悪さもさじ加減」（1970年、NET） - 黒松屋七五三造
- 遠山の金さん捕物帳（NET / 東映）
  - 第16話「それを知った女」（1970年） - 道海
  - 第20話「岡場所の女」（1970年） - 伝三
  - 第26話「桜を散らした女」（1971年） - 信造
  - 第40話「三度傘の男」（1971年） - 山犬の源
  - 第81話「花嫁人形の女」（1972年） - 二階堂監物
  - 第86話「代貸に惚れた女」（1972年） - 仙八
- プレイガール 第109話「砂に書かれた喧嘩状」（1971年、12ch / 東映） - 権藤辰夫
- 軍兵衛目安箱 第13話「燃える華」（1971年、NET / 東映） - 吉五郎
- 天皇の世紀 第1話「黒船渡来」（1971年、ABC / 国際放映） - 中島三郎助
- 清水次郎長 （CX /  東映・タケワキプロ）
  - 第23話「授かった赤ん坊!」（1971年） - 鮫島岩吉
  - 第44話「あねさん頑張れ!」（1972年） - かまいたちの権三
- おらんだ左近事件帖 第6話「コロリの謎」（1971年、CX / 東宝） - 秋場竜介
- 浮世絵 女ねずみ小僧 第4話「落日の決闘」（1971年、10月23日、CX） - 銀蔵
- 鬼平犯科帳 第2シリーズ 第4話・第5話「狐火（前・後編）」（1971年、NET / 東宝） - 庄七
- 木枯し紋次郎 第5話「童唄を雨に流せ」（1972年、CX / C.A.L） - 源之助
- 荒野の素浪人（NET / 三船プロ）
  - 第1シリーズ 第16話「暗殺 情無用の死人沢」（1972年） - 魚住竜之介
  - 第2シリーズ 第24話「悪銭の宿」（1974年） - 六左衛門
- なんたって18歳! 第40話「まどか捕物帖」（1972年、TBS）
- お祭り銀次捕物帳 第3話「飛び込んだ殺人者」（1972年、CX / 東映） - 玄海
- シークレット部隊 第11話「地獄を急ぐ二人の男」（1972年、TBS / 大映テレビ）
- 忍法かげろう斬り 第14話「ぎやまん地獄の美女」（1972年、KTV / 東映） - 長崎屋伊左衛門
- 紫頭巾事件帖 第19話「殴り込み女仁義」（1972年、12ch / 松竹） - 吉兵衛
- 眠狂四郎 第2話「女怨に剣が哭いた」（1972年、KTV / 東映）
- 変身忍者 嵐 第30話「魔女ザルバー! 恐怖第三の眼!!」（1972年、MBS / 東映） - 伊賀忍者・黒丸
- 長谷川伸シリーズ 第5話「町のいれずみ者」（1972年、NET / 東映）
- 二人の素浪人 第12話「対決!仕込み刀殺法」（1972年、CX / 東映） - 岬屋剛右衛門
- 新諸国物語 笛吹童子（1972年 - 1973年、TBS / 大映テレビ） - 赤垣玄蕃
- 地獄の辰捕物控 第22話「千羽鶴に地獄を見た」（1973年、NET / 東映） - 彦市
- 走れ! ケー100 第10話「隆くんがやって来た」（1973年、TBS / C.A.L） - 野川先生
- 戦国ロック はぐれ牙 第1話「隠し銀山に欲望を斬れ」（1973年、CX / C.A.L） - 野伏せり半蔵
- 子連れ狼（NTV / ユニオン映画）
  - 第1部 第9話「干城殺陣」（1973年） - 常平
  - 第2部 第26話「鞘香」（1974年） - 鯱の玄内
- 荒野の用心棒 第11話「武器なき闘いに怒りをこめて…」（1973年、NET / 三船プロ） - 山上兵庫介
- 剣客商売 第14話「三冬の女ごころ」（1973年、CX / 東宝 / 俳優座）- 大場
- 戦国ロック はぐれ牙 第1話「隠し銀山に欲望を斬れ」（1973年、CX / C.A.L） - 野伏せり半蔵
- 素浪人 天下太平 第17話「晴れた金の鈴鳴らそ」（1973年、NET / 東映） - 山谷の多三郎
- どっこい大作 第36話「帰って来たびんぼう神!!」（1973年、NET / 東映） - 東郷隆盛
- どてらい男（1973年 - 1975年、KTV） - 坂田軍曹
- 狼・無頼控（MBS / 大映テレビ、映像京都）
  - 第1話「裏切りの報酬」（1973年）
  - 第16話「紅蜘蛛の復讐」（1974年）
- 唖侍 鬼一法眼 第1話「唇から歌を奪われた男」（1973年、NTV / 勝プロ） - 鮫の十兵衛
- 水滸伝 第3話「熱砂の決斗」（1973年、NTV / 国際放映） - 時遷
- アイフル大作戦 第29話「グラマーにせ札株式会社」（1973年、TBS / 東映） - 間条刑事
- 非情のライセンス（NET / 東映）
  - 第1シリーズ 第32話「兇悪の指」（1973年） - 山根
  - 第2シリーズ
    - 第62話「兇悪の超特急」（1975年） - 丸岡
    - 第113、114話「男（前、後編）」（1977年） - 黒崎
- 江戸を斬る（TBS / C.A.L）
  - 江戸を斬る 梓右近隠密帳 第13話「巷談八百屋お七」（1973年） - 了雲房（朝倉典膳）
  - 江戸を斬るII 第2話「勇気ある決断」（1975年） - 吉五郎
  - 江戸を斬るIII 第2話「狼たちの掟」（1977年） - 五郎蔵
  - 江戸を斬るIII 第19話「どじな兄貴の妹想い」（1977年） - 代貸
  - 江戸を斬るIV 第5話「からくり焦熱地獄」（1979年） - 浄念坊
  - 江戸を斬るVII（1987年）
    - 第1話「江戸を斬る」、第2話「桜吹雪が悪を裁つ」 - 権蔵
    - 第21話「殺しの陰で嗤う奴」 - 橋場の源太郎
- 必殺シリーズ（ABC / 松竹）
  - 助け人走る 第11話「落選大多数」（1973年） - 岩間山城守
  - 暗闇仕留人 第21話「仏に替りて候」（1974年） - 歌川秋水
  - 必殺必中仕事屋稼業 第13話「度胸で勝負」（1975年） - 脇坂兵部
  - 必殺仕置屋稼業 第8話「一筆啓上正体が見えた」（1975年） - 伊勢屋
  - 必殺からくり人 第11話「私にも父親をどうぞ」（1976年） - 妻木良正
  - 江戸プロフェッショナル 必殺商売人 第9話「非行の黒い館は蟻地獄」（1978年） - 大蔵屋利兵ヱ
  - 翔べ! 必殺うらごろし 第3話「突然肌に母の顔が浮かび出た」（1978年） - 弁覚
  - 新・必殺仕舞人 第10話「喧嘩も楽しい河内音頭」（1982年） - 百舌屋
  - 必殺仕事人III 第29話「老眼鏡を買わされたのは主水」（1983年） - 馬道の伝五郎
  - 必殺仕切人（1984年）
    - 第3話「もしもお江戸にピラミッドがあったら」 - 田部
    - 第17話「もしも江戸に占いブームが起こったら」 - 鉄舟

  - 必殺仕事人意外伝 主水、第七騎兵隊と闘う 大利根ウエスタン月夜（1985年） - 笹川の繁蔵
  - 必殺仕事人V・激闘編
    - 第1話「殺しの番号壱弐参」（1985年） - 紋兵衛
    - 第31話「加代、究極の美男に惚れる」（1986年） - 重兵衛

  - 必殺まっしぐら! （1986年） - 向島仁十郎
- 大江戸捜査網（12ch / 三船プロ）
  - 第137話「恐怖の脱出作戦」（1974年） - 松蔵親分
  - 第217話「邪魔者を殺せ!」（1975年） - 秋葉屋伍兵衛
  - 第202話「情無用の大盗賊」（1975年） - 鳴海屋
  - 第258話「逆転 父と娘の絆」（1976年） - 五十嵐玄蕃
  - 第268話「撃滅! 江戸の黒い霧」（1976年） - 唐津屋
  - 第352話「怪談 涙の燈籠流し」（1978年） - 利助
  - 第537話「父よ母よ、暴走娘愚連隊」（1982年） - 政五郎
- いただき勘兵衛 旅を行く 第16話「無法は通さぬ道だとさ」（1974年、NET / 東映） - 小掛四十郎
- ご存知遠山の金さん（1974年、NET / 東映）
  - 第20話「江戸の夜を虎が走る」 - 秋山
  - 第49話「島帰りの拾いもの」 - 島田
- 右門捕物帖 第3話「島帰り」（1974年、NET / 東映） - 上州屋久右衛門
- おしどり右京捕物車 第11話「変（かわる）」（1974年、ABC / 松竹） - 金八
- ぶらり信兵衛 道場破り 第25話「妻と呼びたい」（1974年、CX / 東映） - 栗原大学
- 八州犯科帳 第12話「六地蔵で待つ女」（1974年、CX / C.A.L） - 鬼首の忠七
- 座頭市物語 第6話「どしゃぶり」（1974年、CX / 勝プロ） - 梵天の安五郎
- 太陽にほえろ! （NTV / 東宝）
  - 第119話「厳しさの蔭に」（1974年） - 福島組長
  - 第636話「ラガー倒れる」（1985年） - 永田浩三
- 破れ傘刀舟 悪人狩り（NET / 三船プロ）
  - 第31話「仇討ち馬子唄」（1975年） - 加倉井伝七
  - 第54話「男沼・女沼・恋の沼」（1975年） - 左内
  - 第109話「地獄のひまわり」（1976年） - 越前屋軍蔵
- 剣と風と子守唄 第15話「母恋い馬子唄」（1975年、NTV / 三船プロ） - 梅崎周蔵
- けんか安兵衛 第17話「待ったなし」（1975年、KTV） - 宗金
- Gメン'75（TBS / 東映）
  - 第27話「東京－札幌・刑事の道」（1975年） - 札幌署捜査本部長
  - 第43話「刑法第十一条 絞首刑」（1976年） - 中原署刑事
  - 第65話「真夏の夜の連続女性殺人事件」（1976年） - 警視庁捜査一課長
  - 第71話「刑事の女体受託収賄事件」（1976年） - 佐伯主任
  - 第105話「香港―マカオ警官ギャング」（1977年） - 中原署捜査課長
  - 第149話「結婚式の夜の出来事」（1978年） - 中原署捜査主任
  - 第157話「ウェディングドレス殺人事件」（1978年） - 根岸警部
- 影同心II（MBS / 東映）
  - 第1話「影の裁きは菊一輪」（1975年） - 越前屋
  - 第19話「御用地図強奪」（1976年） - 山片道玄
- はぐれ刑事 第6話「姉弟」（1975年、NTV / 国際放映 / 俳優座） - 高橋
- 十手無用 九丁堀事件帖 第11話「目刺し十匹うらみ武士」（1975年、NTV / 東映）
- 人魚亭異聞 無法街の素浪人 第2話「霧の夜蝶は死ぬ」（1976年、NET / 三船プロ） - 弁天の藤蔵
- 夫婦旅日記 さらば浪人 第9話「信濃路の夢」（1976年、CX / 勝プロ） - 土橋の権六
- 隠し目付参上 第14話「半年先の天下を見たか」（1976年、MBS / 三船プロ） - 伊勢屋藤兵衛
- 伝七捕物帳 第98話「幼な心に春が来る」（1976年、NTV）- 江戸屋
- お耳役秘帳 第18話「人柱は血の川に沈んだ」（1976年、KTV / 歌舞伎座テレビ） - 村田久蔵
- 新・座頭市（CX / 勝プロ）
  - 第1シリーズ 第1話「情けの忘れ雛」（1976年） - 辰造親分
  - 第3シリーズ（1979年）
    - 第9話「雨の船宿」
    - 第24話「おてんとさん」 - 六蔵親分
- 桃太郎侍 （NTV / 東映）
  - 第5話「ああ・涙のつばめ返し」（1976年） - 大村弥九郎
  - 第88話「コロリと八ッ手と鬼の面」（1978年） - 百種堂宗兵ヱ
  - 第106話「十手持ちにご用心」（1978年） - 神谷
- 怪人二十面相（1977年、CX / 大映テレビ） - 牛田警部
- 同心部屋御用帳 江戸の旋風III 第22話「消えた入墨」（1977年、CX / 東宝）
- 破れ奉行 第22話「死神が乗った流人船」（1977年、ANB / 中村プロ） - 神谷主水助
- 新五捕物帳 （NTV / ユニオン映画） 
  - 第9話「涙を背負った赤ん坊」（1977年） - 笠村儀十郎
  - 第36話「黒いかわら版」（1978年）
  - 第71話「恋情け涙の十手」（1979年）
- 暴れん坊将軍（ANB / 東映）
  - 吉宗評判記 暴れん坊将軍
    - 第2話「素晴らしき藪医者」（1978年） - 巴屋甚五郎
    - 第16話「対決!花の吉原」（1978年） - 岩淵甲斐守
    - 第37話「女の一途に目を醒ませ!」（1978年） - 万七
    - 第59話「賭けた命が纏に燃える」（1979年） - 大河内采女正
    - 第79話「天下御免!おふくろの味」（1979年） - 白金屋文吉

  - 暴れん坊将軍II
    - 第10話「泣くな吉宗 大江戸無情」（1983年） - 根岸道斉
    - 第26話「五郎左の寝所に忍んだ女」（1983年） - 水野小左衛門
    - 第40話「泣くな、隠密落第生!」（1983年） - 勘兵衛
    - 第60話「易者新さん 二万両の夢占い!」（1984年） - 倉田杢兵衛
    - 第80話「黒髪の刺客 吉宗を狙え!」（1984年） - 大貫屋勘兵衛
    - 第94話 「心やさしき仇討選手」（1985年） - 秋元日向守
    - 第121話「危機一髪! 美しき囮」（1985年） - 戸田備前守直継
    - 第132話「弁天様の甘い誘惑!」（1985年） - 大須賀源左衛門
    - 第149話「罠にはまったカッポレ娘!」（1986年） - 星野主水正
    - 第164話「秘境! 湯けむりに消えた女」（1986年） - 上州屋彦兵衛
    - 第190話「食通くらべ日本一!」（1987年） - 浪速屋太左衛門

  - 暴れん坊将軍III
    - 第15話「妻を斬った男」（1988年） -  大津屋千蔵
    - 第41話「娘十七はぐれ唄」（1988年） - 倉田屋儀助(矢野儀兵衛)
    - 第60話「母恋いなみだ舟」（1989年） - 叶屋藤八
    - 第79話「命を賭けた女子駅伝」（1989年） - 堀田監物
    - 第83話（SP）「危うし将軍の座! 吉宗、試練の目安箱」（1989年） - 日啓

  - 暴れん坊将軍IV 第5話「女盗賊の恋」（1991年） - 薮塚の陣兵衛
- 大追跡 第2話「狙撃者の目が光る」（1978年、NTV / 東宝） - 磯子東署捜査課長
- 新幹線公安官 第2シリーズ 第4話「私は未婚の母」（1978年、ANB / 東映） - 仙川
- 江戸の鷹 御用部屋犯科帖 第29話「三途ノ川の子守歌」（1978年、ANB / 三船プロ） - 山口備前守
- 江戸の渦潮 第1話「父子同心」（1978年、CX / 東宝）
- 破れ新九郎 第12話「血風! 帰らざる街道」（1978年、ANB / 中村プロ） - 石川熊之助
- 風鈴捕物帳（1978年 - 1979年、ANB / 東映） - 万蔵
- 柳生一族の陰謀 第23話「宮本武蔵の首を取れ!」（1979年、KTV / 東映） - 堺屋太兵衛
- 同心部屋御用帳 江戸の旋風IV 第19話「純情わらじばき」（1979年、CX / 東宝） - 安房屋源五郎
- 土曜ワイド劇場（ANB）
  - 京都殺人案内花の棺（1979年）
  - 松本清張の溺れ谷（1983年）
  - 白の処刑（1986年）
  - 牟田刑事官事件ファイル（5） 露天風呂撮影会ツアー殺人事件（1986年）
  - 会津磐梯婚前旅行殺人事件（1989年） - 鬼頭
  - 密会の宿（6） スポーツクラブで消された女・マッサージルームの秘密（1991年）
  - 美人殺しシリーズ
    - 美人外科医殺し（1991年） - 飲屋のオヤジ
    - 美人デザイナー殺し（1993年） - 飲屋のオヤジ
- 江戸の激斗 第2話「闇にひそむ牙」（1979年、CX / 東宝） - 宗久
- 不毛地帯（1979年、MBS） - 田淵
- 西部警察（1979年 - 1982年、ANB / 石原プロ） - 谷大作
- 源九郎旅日記 葵の暴れん坊（1982年、ANB / 東映）
  - 第5話「誰がために鍔は鳴る」 - 御嶽の茂平次
  - 第23話「葵は薩摩の怨敵でごわす!」 - 加治木将曹
- 松平右近事件帳 第22話「日本橋の団十郎」（1982年、NTV / ユニオン映画） - 石川左近将監
- 柳生十兵衛あばれ旅 第13話「狼の群の中へ」（1983年、ANB / 東映） - 十六夜検校
- 看護婦日記 パートⅠ（1983年、TBS / テレパック） - 大村吟三郎
- 裸の大将放浪記
  - 第12話「ヨメ子は天女になったので」（1983年、KTV / 東阪企画） - 巡査
  - 第26話「清の沖縄ほうろう記」（1988年、関西テレビ）
- 時代劇スペシャル（CX）
  - 無明剣走る（1983年、CX / 俳優座） - 秋山幻斎
  - 清水次郎長「筑波おろし・義侠の仇討」（1983年）- 鬼貫の五郎蔵
- ザ・ハングマンシリーズ（ABC / 松竹芸能）
  - 新ハングマン 第7話「少女殺しをデッチ上げる成金と刑事」（1983年） - 北郷宗一郎
  - ザ・ハングマン4 第17話「浮気ドライブに追突事故が演出される!」（1985年） - 野口源蔵
  - ザ・ハングマン6 第7話「激突!! ハングマンVSテレビゲーム」（1987年） - 銀竜会組長
- 長七郎江戸日記 （日本テレビ(NTV) / ユニオン映画）
  - 第1シリーズ
    - 第11話「風流浮世絵崩し」（1983年） - 真鍋大膳
    - 第21話「母恋草」（1984年） - 日野弾正
    - 第54話「おれん慕情」（1985年） - 黒川軍太夫
    - 第75話「鬼がすむ屋敷」（1985年） - 多田監物
    - 第93話「居残り宅兵衛」（1986年） - 門田監物
    - 第109話「黒髪情話」（1986年） - 榊原帯刀

  - 第2シリーズ 第39話「怠なれど愚ならず」（1989年） - 大杉喜内
- 遠山の金さん（ANB）
  - 第1シリーズ
    - 第78話「三日月心中・鈴を鳴らす女!」（1983年）- 仙蔵
    - 第119話「女菩薩の如く、女夜叉の如し!」（1984年）- 吉川芳斉
    - 第139話「紫水晶の女! NAGASAKIへ愛」（1985年）- 太田屋弘八

  - 第2シリーズ
    - 第1話「お奉行さま! 女の命あずけます!!」（1985年）- 勝蔵
    - 第17話「おんな花火師!」（1986年）- 元右衛門
    - 第34話「越後三味線の女V・暗殺篇」（1986年）- 島五郎
- 大奥 第48話「悲恋の皇女和宮」・第49話「江戸城のおさな妻」（1984年、KTV / 東映） - 酒井忠義
- 弐十手物語 第11話「六人の容疑者」（1984年、CX / 東映）
- 特捜最前線 第380話「老刑事・対決の72時間!」（1984年、ANB / 東映） - 片平署長
- 影の軍団 幕末編 第4話「私が愛したカゲキ派」（1985年、KTV / 東映） - 三田村主計
- セーラー服反逆同盟（1986年、NTV / ユニオン映画） - 馬場志津夫校長
- 夏樹静子サスペンス「質屋の扉」（1986年3月24日、関西テレビ） - 団藤刑事課長
- 銭形平次 第2話「涙は無用・忍術父娘」（1987年、NTV / ユニオン映画） - 黒川将監
- パパはニュースキャスター（1987年、TBS） - 報道局長
- 若大将天下ご免! （1987年、ANB / 東映）
  - 第18話「復讐、涙の花嫁衣装!」 - 稲葉山城守
  - 第28話「振り袖人形、父恋し!」 - 近江屋伝左衛門
- 火曜サスペンス劇場（NTV）
  - 弁護士・高林鮎子（2） L特急あずさ19号逆転の殺意（1987年） - 大塚国蔵
  - 香子の夢 コンパニオン殺人事件（1989年） - 加藤刑事
- 痛快!婦警候補生やるっきゃないモン! 第16話「ソフトボールで一発キメろ!」（1987年、ANB / 東宝）
- 名奉行 遠山の金さん（ANB / 東映）
  - 第1シリーズ（1988年）
    - 第4話「標的は純情くノ一」 - 岩瀬友範
    - 第16話「花嫁衣裳が泣いた」 - 桜井甚兵衛

  - 第3シリーズ 第26話「白い肌に謎の刺青」（1991年） - 天満屋
- 隠密・奥の細道 第13話「最上川に泣く迷い姫」（1988年、TX / G・カンパニー）
- 三匹が斬る! 第14話「まぼろしの、母を訪ねて地獄旅」（1988年、ANB / 東映） - 鼯鼠（ムササビ）の喜平次
- はぐれ刑事純情派 第1シリーズ 第6話「安浦刑事逮捕さる!」（1988年、ANB / 東映） - 荒井刑事喜内
- 鬼平犯科帳 第1シリーズ 第10話「一本眉」（1989年、CX / 松竹） - 倉淵の佐喜蔵
- 続・三匹が斬る! 第5話「忠犬と力丸、娘十八盗っ人稼業」（1989年、ANB / 東映） - 夜鴉の仁兵衛
- 風雲!真田幸村（1989年、TX / 東映） - 大野治長
- 月影兵庫あばれ旅 第1シリーズ 第10話「おれは盛岡には来なかった」（1989年、TX / 松竹） - 浦辺主膳
- 付き馬屋おえん事件帳 第1シリーズ 第4話「かまいたちの牙」（1990年、TX / 松竹） - 佐原屋市五郎
- お江戸捕物日記 照姫七変化 第8話「丁半!もろ肌脱ぎ!」（1990年、CX / 東映）
- 艶姿 初春 照姫七変化（1991年、CX / 東映） - 甲州屋徳兵衛
- 将軍家光忍び旅スペシャル / 陰謀渦巻く駿府城 家光を狙う死の釣天井（1990年、ANB / 東映） - 冬吉
- 鞍馬天狗（1991年、TX / 松竹） - 新門辰五郎
- また又・三匹が斬る! 第9話「湯煙り血煙り、咲いた女の三度笠」（1991年、ANB / 東映） - 藤兵衛 ※遺作

### 映画
- 機動捜査班（1961年、日活） - 鈴木
- 渡り鳥故郷へ帰る（1962年、日活） - 五味
- 関東遊侠伝（1963年、日活） - 巴組親分・銀次
- 男の紋章（1963年、日活）
- 帝銀事件 死刑囚（1964年、日活） - 石田
- 早射ちジョー 砂丘の決斗（1964年、日活） - 水野
- 春婦伝（1965年、日活）
- 渡世一代（1965年、日活） - 新権
- あばれ騎士道（1965年、日活） - 清水
- 嵐を呼ぶ男（1966年、日活） - 持永
- 新・事件記者 殺意の丘（1966年、東宝） - 遠藤刑事
- 嵐来たり去る（1967年、日活） - 七尾中佐
- みな殺しの拳銃（1967年、日活） - 金山
- 続大奥(秘)物語（1967年、東映） - 了賢
- 人間魚雷 あゝ回天特別攻撃隊（1968年、東映） - 磯崎大尉
- 新網走番外地（1968年、東映） - 桜田刑事
- 緋牡丹博徒 一宿一飯（1968年、東映） - 宮内
- 賞金稼ぎ（1969年、東映） - 稲葉大隈
- やくざ刑事（東映）
  - やくざ刑事（1970年） - 警視庁捜査第四課 課長
  - やくざ刑事 恐怖の毒ガス（1971年） - 隼田の上司・古谷
- 東宝8.15シリーズ（東宝）
  - 激動の昭和史 軍閥（1970年）
  - 激動の昭和史 沖縄決戦（1971年） - 真田少将[6]
- 不良番長 王手飛車（1970年、東映） - 矢野
- 戦争と人間（日活）
  - 第一部 運命の序曲（1970年） - 板垣征四郎
  - 第二部 愛と悲しみの山河（1971年） - 板垣征四郎
  - 完結編（1973年） - 板垣征四郎
- 幻の殺意（1971年、東宝） - 岩井捜査係長
- 新座頭市物語 折れた杖（1972年、東宝） - 猪之吉
- 剣と花（1972年、松竹） - 淀野元太郎
- 木枯し紋次郎（1972年、東映） - 長三郎
- 賞金首 一瞬八人斬り（1972年、東映） - 跡部内膳正）
- 反逆の報酬（1973年、東宝 / 石原プロ）
- 海軍横須賀刑務所（1973年、東映） - 黒川三曹
- やくざ対Gメン 囮（1973年、東映） - 松川松治
- 樺太1945年夏 氷雪の門（1974年、東洋映画） - 清水連隊長
- 狼よ落日を斬れ（1974年、松竹） - 村田以喜蔵
- ザ・ドリフターズの極楽はどこだ!!（1974年、松竹） - ルバング島の鬼軍曹
- 県警対組織暴力（1975年、東映） - 池田刑事課課長
- 青春の門（1975年、東宝） - 木島労務
- 不毛地帯（1976年、東宝） - 関東軍参謀長
- やくざの墓場 くちなしの花（1976年、東映） - 古島捜査四課長
- ドーベルマン刑事（1977年、東映） - 佐野猛夫
- 野球狂の詩（1977年、日活） - 東京メッツ・松川オーナー
- 人生劇場（1983年、東映） - 杉源
- 旅芝居行進曲（1984年、松竹） - 寺尾総一郎
- 必殺シリーズ（ABC / 松竹）
  - 必殺! ブラウン館の怪物たち（1985年） - 猿屋町の元締
  - 必殺4 恨みはらします（1987年） - 南町奉行
- 火まつり（1985年、シネセゾン） - 人夫
- 二代目はクリスチャン（1985年、角川春樹事務所 / 東宝） - 袴田
- ころがし涼太 激突!モンスターバス（1988年、シネ・ロッポニカ / にっかつ） - 営業所長
- 極道の妻たち 三代目姐（1989年、東映） - 本橋市兵ヱ
- 226（1989年、松竹） - 寺内寿一
- オーロラの下で（1990年、東映） - 将校

### テレビアニメ
- あしたのジョー（1970年 - 1971年、CX / 虫プロダクション） - 丹下段平[7][8]
- あしたのジョー2（1980年 - 1981年、NTV / 東京ムービー新社） - 丹下段平[9]

### 劇場アニメ
- あしたのジョー（1980年） - 丹下段平
- あしたのジョー2（1981年） - 丹下段平[10]

### 吹き替え

#### 映画
- ウイラード　(アル: アーネスト・ボーグナイン) ※日テレ版
- 新・黄金の七人 7×7（ベンジャミン・バートン：ガストーネ・モスキン）
- ポセイドン・アドベンチャー（マイケル・ロゴ刑事：アーネスト・ボーグナイン）※日本テレビ版
- レマゲン鉄橋（フォン・ブロック上級大将〈ペーター・ヴァン・アイク〉）※TBS版

#### ドラマ
- 刑事コロンボ 美食の報酬（ビットリオ・ロッシ：マイケル・V・ガッツォ）
- コンバット! #104（メープルズ中尉）
- 大草原の小さな家 #22（アンダース連邦保安官：ジャック・ギング）

### ラジオドラマ
- NHK-FM アドベンチャーロード「山猫の夏」（1985年）

### CM
- タムシチンキ（小林製薬）
- どんぶりくんコーンラーメン（明星食品）- 西郷輝彦と共演。
- ライフカード